# Justus Doenecke
Justus D. Doenecke (1938) es un historiador estadounidense, profesor de historia en el  New College de la Universidad del Sur de Florida, más tarde profesor emérito.
Es autor de obras como The Literature of Isolationism: A Guide to Non-Interventionist Scholarship, 1930–1972 (Ralph Myles, Publisher, 1972), Not to the Swift: The Old Isolationists in the Cold War Era (Bucknell University Press, 1979), Storm on the Horizon: The Challenge to American Intervention, 1939-1941 (Rowman & Littlefield, 2001) y Nothing Less Than War: A New History of America's Entry Into World War I (University Press of Kentucky, 2011), entre otras.